# U ozera
U ozera (russisk: У озера) er en sovjetisk spillefilm fra 1969 af Sergej Gerasimov.

## Medvirkende
- Oleg Zjakov som Barmin
- Vasilij Sjuksjin som Tjernykh
- Natalja Belokhvostikova som Lena Barmina
- Valentina Telitjkina som Valja Korolkova
- Mikhail Nozjkin som Gennadij Jakovlev